# Famille Mavromichalis
Cette page explique l’histoire ou répertorie les différents membres de la famille Mavromichalis.

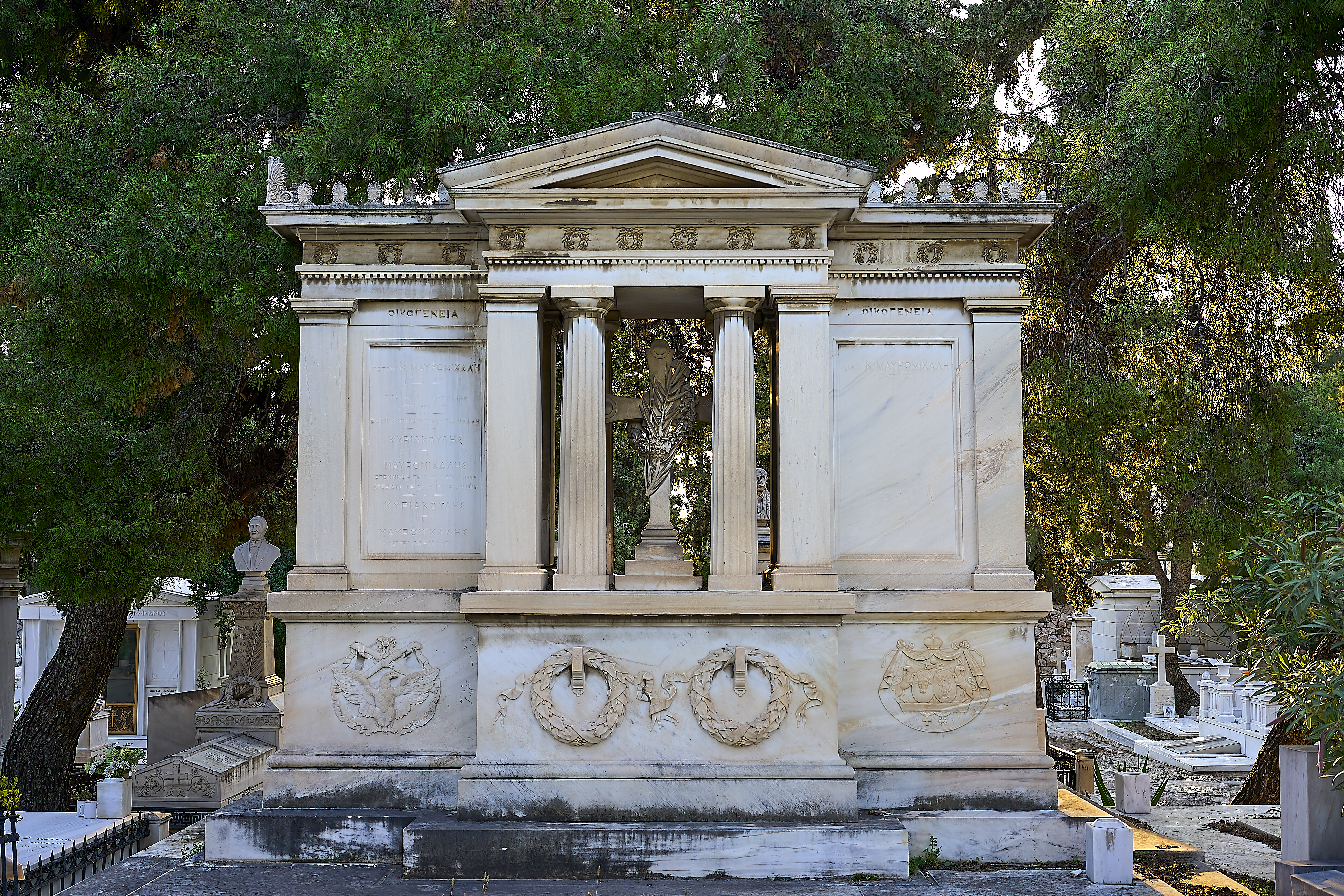
Vue du monument funéraire familial des Mavromichalis, au sein du premier cimetière d'Athènes.

La famille Mavromichális (Μαυρομιχάλης) est une famille grecque originaire du Magne.

## Personnalités
La famille a donné plusieurs personnalités à la Grèce :
- Ilías Piérros Mavromichális (1730-1800), combattant de la révolution d'Orloff ;
  - Pétros Mavromichális ou Petrobey (1765-1848), dernier bey du Magne, figure de la guerre d'indépendance grecque ;
    - Ilías Mavromichális (1795-1822), mort au combat ;
    - Anastásios Mavromichális (1798-1870), otage à Constantinople jusqu'au début de 1821, puis à Tripolizza jusqu'à la chute de la ville en octobre. Militaire et homme politique ;
      - Pétros Mavromichális (1828-1892), député, ministre ;
        - María Mavromichális (1873-1938), épouse d'Edmond de Prelle de la Nieppe, conseiller de légation honoraire ;

    - Geórgios Mavromichális (1799-1831), assassin de Ioánnis Kapodístrias ;
    - Ioánnis Mavromichális (1804-1825), mort au combat ;
    - Dimítris Mavromichális (1809-1879), militaire et homme politique ;

  - Kyriakoúlis Mavromichális (-1822), figure de la guerre d'indépendance grecque, mort au combat en Épire ;
    - Pétros Mavromichális (1819-1852), député grec, fils du précédent ;
      - Kyriakoúlis Mavromichális (1840-1916), Premier ministre grec, fils du précédent ;

  - Antónis Mavromichális (1792-1873), militaire et homme politique ;
    - Periklís Pierrákos Mavromichális (1861-1938), fils du précédent, militaire et escrimeur ;

  - Konstantínos Mavromichális (-1831), assassin de Ioánnis Kapodístrias ;
- Stylianós Mavromichális (1902-1981), Premier ministre grec ;
- Chryssa (Chrýssa Vardéa-Mavromicháli) (1933-2013), artiste contemporaine américano-grecque.